# Oglasa ochreovenata
Oglasa ochreovenata là một loài bướm đêm trong họ Noctuidae.